# Philippe Fabry (voyageur)
Pour les articles homonymes, voir Fabry.
Ne doit pas être confondu avec Philippe Fabry (essayiste).
Philippe Fabry, né le 28 août 1952 à Tain-l'Hermitage et mort le 16 juin 2023 à Marseille, quitte la France en 1976 pour parcourir le monde. Voyageur, photographe et aventurier, il est également marin, humanitaire, auteur et éditeur.

## Biographie
Philippe Fabry entreprend ses premiers voyages à moto dans les années 1970 : Maroc, Europe centrale, Grèce, Turquie… et notamment, un raid au Sahara à deux sur une seule machine, sans aucune assistance en 1974,,.

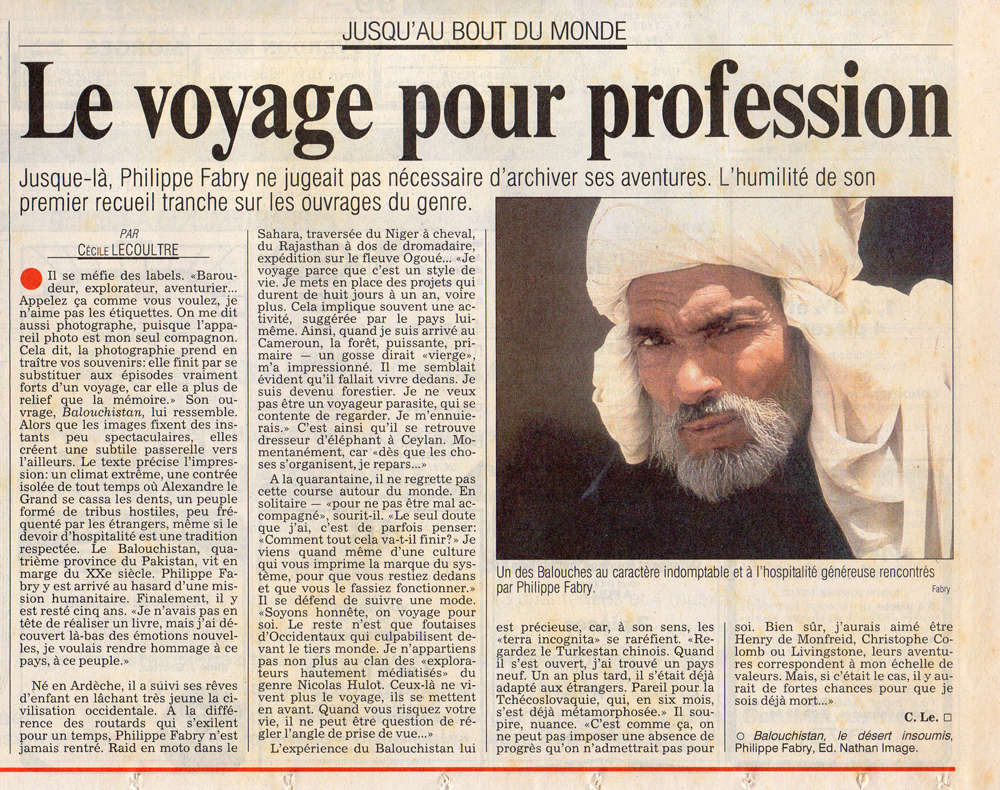
(24 heures)

Début 1976 il quitte la France en auto-stop pour découvrir le monde . Après avoir traversé la péninsule ibérique il embarque à Agadir, à bord du Kastel Congo, un cargo qui cabote le long des côtes d’Afrique de l’Ouest. Des opportunités de voyage l’amènent ensuite à convoyer des camions Berliet au Sahara, ou à organiser une expédition en Zodiac sur le fleuve Ogooué.
Philippe Fabry arrive en Asie en 1981. À Sri Lanka il s’engage dans un centre de dressage d'éléphants, puis il prend un bateau pour l’Inde, s’envole vers Singapour, l’Indonésie, etc. et fait un tour du monde pour revenir dans le sous-continent indien, effectuant un trek jusqu'au camp de base des Annapurna puis sillonnant le Rajasthan sur le dos d’un chameau acheté dans une foire.

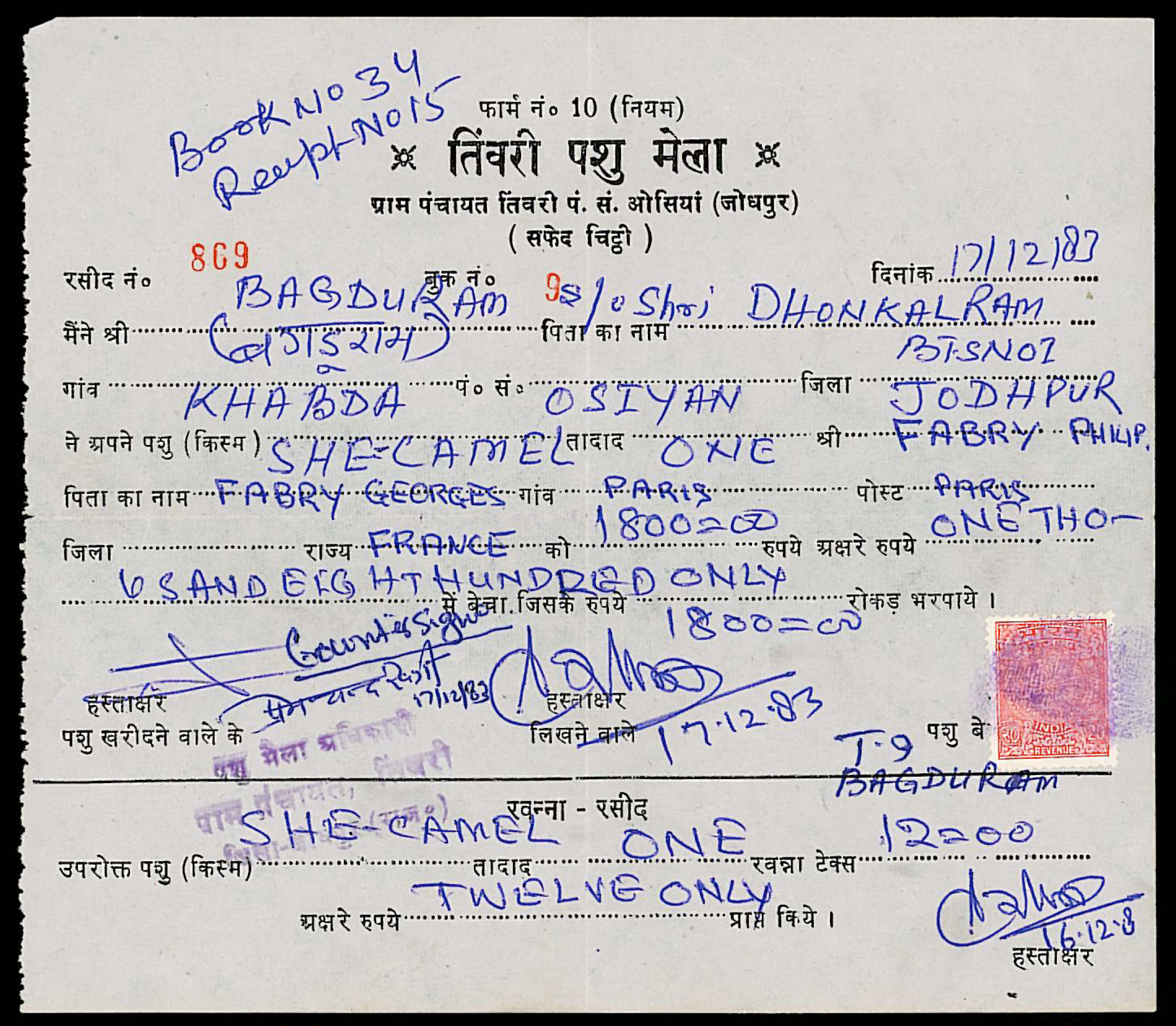

En 1984, il est posté à Quetta  à la frontière pakistano-afghane comme responsable de l’AICF  pour gérer un important programme d'assistance médicale aux réfugiés. Aux deux dispensaires destinés aux femmes et aux enfants dans les plus grands camps s’ajoute dès l’été 1984 une large campagne de vaccination à Pir Alizaï, Surhab et Saranan. Plus de 200.000 patients passent dans les 15 centres de vaccination de l’organisation (mai 1988). Plus tard dans l’année est initié un vaste programme d’assainissement avec la fourniture de plus de 7 000 latrines, 700 puits, 650 filtres à sable etc. En début d’année suivante, à l’initiative du HCR, l’AICF met en place un programme de création d’emplois dans les camps. 2 250 ateliers ou commerces sont créés.
Grâce à l’amitié et à la protection du Home Secretary du Balouchistan (Colonel Agha Aman Shah), alors que le pays vit sous le régime de la loi martiale de Zia-ul-Haq, Fabry explore pendant plusieurs années les zones tribales et le Balouchistan pakistanais, strictement interdits aux étrangers, d’où il rapporte des milliers de photographies.
En 1985, il y ouvre l’agence consulaire de France du Balouchistan, dont il devient le premier consul honoraire
Toujours pour l’AICF, il part en mission exploratoire en Haïti fin 1987-1988.
À la fin des années 80 il devient photographe free-lance pour l’agence Sipa Press à Paris,.
Philippe Fabry participe ensuite au tournage d'un documentaire présenté dans les circuits de Connaissance du monde, Indus, du Tibet à l'Océan Indien, (sous la direction de Patrick Moreau). Il prend la majorité des photos du livre publié en 1990, Les derniers Seigneurs de l'Indus après avoir parcouru des milliers de kilomètres sur les pistes du Pakistan, de l'Asie centrale et du Tibet.
L’année suivante, Philippe Fabry publie un autre ouvrage photographique : Balouchistan, le désert insoumis, et en 1995 il publie en anglais son troisième livre de photos : Wandering with the Indus, tout en participant à d'autres publications.
En 1987, ses amis Luc Bouvet et Olivier Petit, architectes navals, travaillent sur les plans du voilier polaire Antarctica (rebaptisé Tara depuis) pour Jean-Louis Étienne qui projette une expédition. Ils dessinent en même temps le bateau de Philippe Fabry, le Dragon de Maud, que Jean-Louis Étienne parraine à sa mise à l'eau le 18 mars 1989 à Villefranche-sur-mer. Il passe ensuite plusieurs années à bord avec sa famille, naviguant en Méditerranée, en Mer Rouge, dans l’Océan Indien,,,et enfin autour de la péninsule malaise. Avec un équipage, le Dragon de Maud participe en février 1995 à la 2e Andaman Regatta de Phuket à Port Blair via Barren Island,

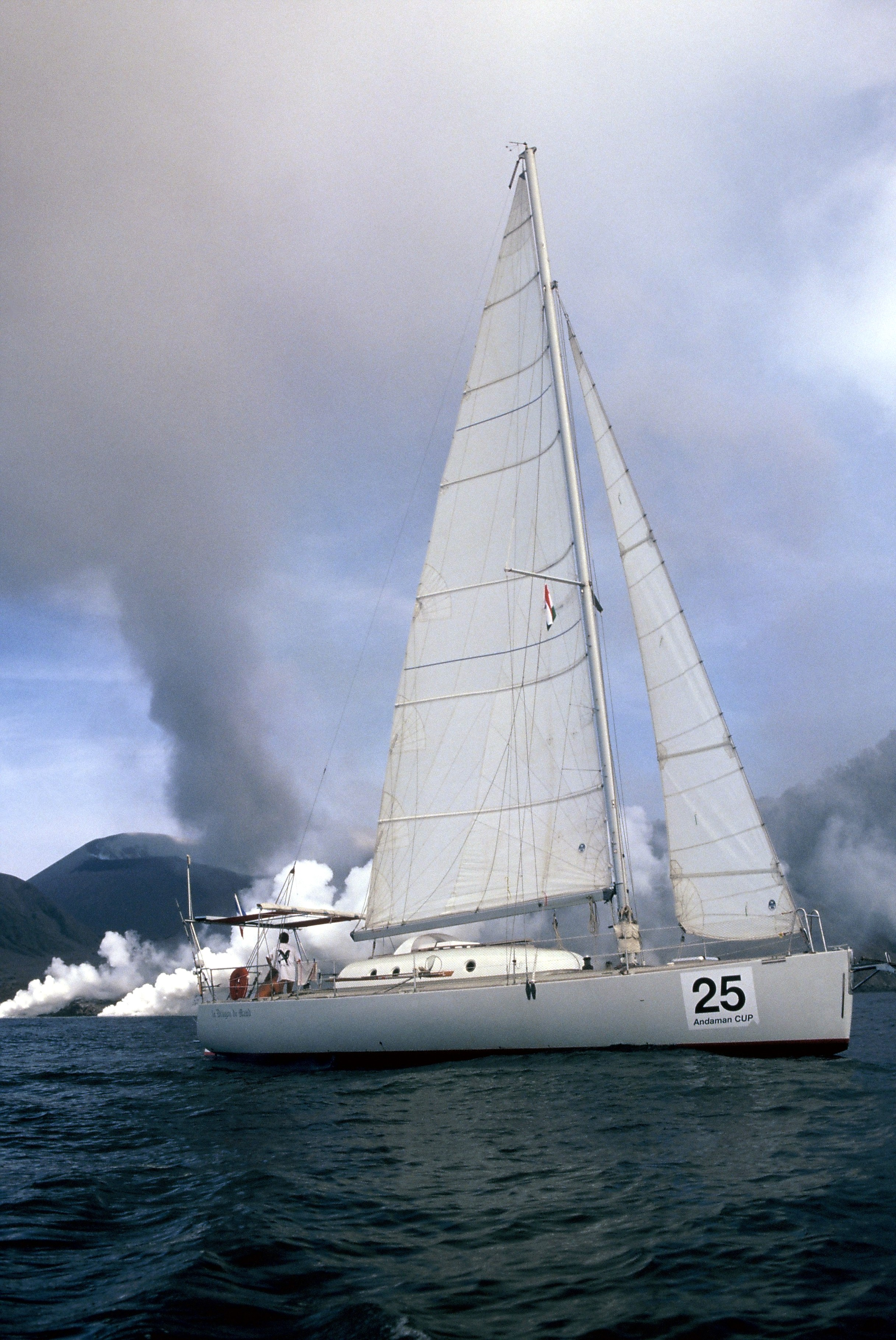
le Dragon de Maud devant le volcan de Barren Island

 et en décembre de la même année à la 9e Phuket Kin's Cup Regatta. À Singapour, en 1998, leur voilier est frappé par la foudre et en partie détruit, mettant un point final à leur navigation.
Puis, pendant plus d’une décennie, il concentre son travail photographique sur Sri Lanka où il a créé une maison d'édition en 2001 pour « construire des passerelles entre les cultures », (Gérard Robuchon, Éric Meyer, Hélène Honnorat, Bruce Kapferer & Georges Papigny, etc.), et une librairie française à Colombo. Il est alors consultant pour le Photo Archives Department, Central Cultural Fund, Sri Lanka.
Fin 2004, à la suite du tsunami qui a ravagé les côtes de Sri Lanka, il crée "Sri Lanka Solidarity" (SLS), une ONG pour venir au secours des victimes et aider à la reconstruction du pays,,.
La construction du village «Istouti » commence dès le mois de mars 2005. Il est inauguré en octobre 2009. SLS poursuit son développement jusqu’en mai 2011 et construit, avec l’aide de nombreux partenaires dont la Fondation de France, Radio France - France Culture, etc. : 127 maisons, 5 commerces-résidences, 6 boutiques, un marché couvert, un centre culturel, une école maternelle, un terrain de sport avec ses gradins, un ambalama (kiosque), etc.,,
Le 26 décembre 2008, quatre ans après le tsunami, Alexandre Héraud consacre une heure à SLS et à son fondateur, dans l'émission de France Culture "Sur les docks"
Deux chantiers navals sont créés dès les premières heures. À Beliatta (sud) et à Ondachchimadam (est) où sont construits 53 "oru" (bateaux traditionnels), 47 FRP et 9 bateaux de gros tonnage, tous entièrement équipés de leur moteur et apparaux de pêche, en partenariat notamment avec l’association "Réunir" présidée par Bernard Kouchner comprenant des financements de la DIPT / CPT - Coordination Post-Tsunami (gouvernement français),.
Enfin, Sri Lanka Solidarity publie et distribue gratuitement 50 000 exemplaires de chaque numéro de Yuti, un magazine trilingue (anglais, singhalais, tamoule) destiné aux enfants de 8 à 14 ans victimes du tsunami ou de la guerre.
Ces réalisations feront par la suite l’objet d’un ouvrage de référence publié sous l’égide de la Fondation de France : Naissance d’un village - un projet de reconstruction post-tsunami à Sri Lanka.
Le 5 septembre 2009, le travail de Philippe Fabry au sein de "Sri Lanka Solidarity" est reconnu au cours d’une séance au Sénat lors de la 3e journée des Français de l'étranger
Philippe Fabry est l’un des neuf membres fondateurs de l’Alliance française de Kotte, Colombo, en avril 2010.
Sa connaissance de l'île et de ses habitants lui permet de publier des ouvrages sur son histoire…, et plusieurs guides régionaux,,,.
En 2012 il devient membre de l’Assemblée des Français de l’étranger (AFE) pour la circonscription de New Delhi qui comporte huit pays : Iran, Afghanistan, Pakistan, Inde, Népal, Bangladesh, Maldives et Sri Lanka.
Philippe Fabry était père de trois enfants, deux filles et un garçon. Avec Lisa, son épouse d’origine australienne, il vivait dans le sud de la France, en Provence.

## Distinctions
- Chevalier de l'ordre national du Mérite (15 novembre 2004)[47],[48]

## Publications
- Les Derniers Seigneurs de l'Indus, co-auteur Patrick Moreau, Éditions A. Barthélemy, Avignon, 1990[13].
- Balouchistan, le désert insoumis, Nathan Image, Paris, 1991[49],[50].
- Wandering with the Indus, avec Yusuf Shahid (text) Lahore, Ferozsons, 1995, 152 p.,  (ISBN 969-0-10224-9)[16]
- Voyage of the King’s Vessel the Breton – Extracts related to the Sojourn in the Island of Ceylon with the Persian Fleet – 1672”, in Honouring Martin Quéré, Viator Publications, Negombo, 2002, p. 111-141[51]
- The Essential guide for Jaffna and its region, with Lisa Fabry-Bewley, Alexandra Fabry and Emmanuel Fabry, Viator Publications, Negombo, 2003[45].
- La Relève de l’escadre de Perse, Ginkgo éditeur, Montreuil, 2004[41].
- The Essential guide for Anuradhapura and its region, Philippe Fabry, Viator Publications, Negombo[43].
- The Essential guide for Colombo and its region, Philippe Fabry, with the contribution of Caroline MacDonald & Mélanie Brehaut, Viator Publications, Negombo, 2011[44].
- Quelques notions sur l’Isle de Ceylan, Eudelin de Jonville, présentation M.-H. Estève & Philippe Fabry, Ginkgo éditeur, Paris, 2012[52].
- Quelques notions sur l’Isle de Ceylan / Some Notions about the Island of Ceylon, Eudelin de Jonville, présentation M.-H. Estève & Philippe Fabry, Viator Publications, Hambantota, 2012[53],[54],[55].
- The Essential guide for Jaffna and its region (rev. edition), with Lisa Fabry-Bewley, Alexandra Fabry and Emmanuel Fabry, Viator Publications, Negombo, 2012.
- Naissance d'un village - Un projet de reconstruction post-tsunami à Sri Lanka, Ginkgo éditeur, Paris, 2013[56],[57].